# Журавель (геральдика)
Геральдичний журавель — зображений у профіль і часто тримає камінь у піднятій правій лапі. Геральдична тварина — це так звана звичайна фігура; журавель виступає в геральдиці як алегорія пильності.

## Символіка
Журавель — довгонога водоплавна птах з довгою шиєю і дзьобом. Його часто зображували «у своїй пильності», стоячи на одній нозі й схопивши камінь іншою. Середньовічні бестіарії стверджували, що журавель стоятиме саме так; якщо він засне, то кине камінь і прокинеться.

## Використання
Як геральдичний знак, перша поява журавля датується приблизно 1270 роком, у скошеному гербі графів де Грюєр. У спадкоємності графів Грюєр (Gruyère), які носили промовистий герб журавля (фр. la grue), він сьогодні є на численних муніципальних гербах у їхньому колишньому домініоні, тобто в сьогоднішніх кантонах Фрібур (Грюєр), Берн (Зааненланд) і Во (Пеї-д'Ено).
Також журавля часто можна зустріти на гербах Східної Тюрінгії — у Краніхфельда та в однойменній шляхетський родині, а також у Фогтланді. Причина цього полягає в тому, що це була геральдична тварина судових приставів Вайди, а пізніше князівського дому Ройсс. Чудову тинктуру має журавель на гербі Мільди. У Хеерте, районі Зальцгіттера, можна побачити двох птахів, що летять у протилежних напрямках, а в Хасселі (Везер), також у Нижній Саксонії, видно шию журавля. У розмовному гербі Краненбурга (Нижній Рейн) вони звернені один до одного. У Кребека таке ж завдання має герб. Журавель на гербі Уганди бере на себе функцію щитотримача.
На логотипі Lufthansa зображено журавель, що схожий до подібного герба Аппена. Тут йдеться про розташування військово-повітряних сил.

## Галерея

Графство Грюєр
Герб муніципалітету Крансберґ
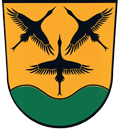
Герб Грамбова (біля Шверіна)
Офіс Lauenburg Lakes
Шляхетський герб «Борковський V»
Шляхетський герб «Ґірк»
Шляхетський герб «Кирус ІІ»
Тачала»
Тачала ІІ»
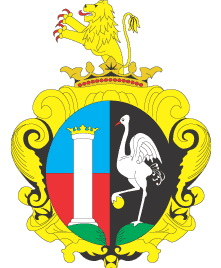
Шляхетський герб «Карпеко»
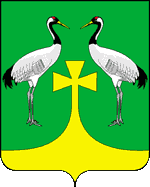
Ромненський район
Герб Деснянського району
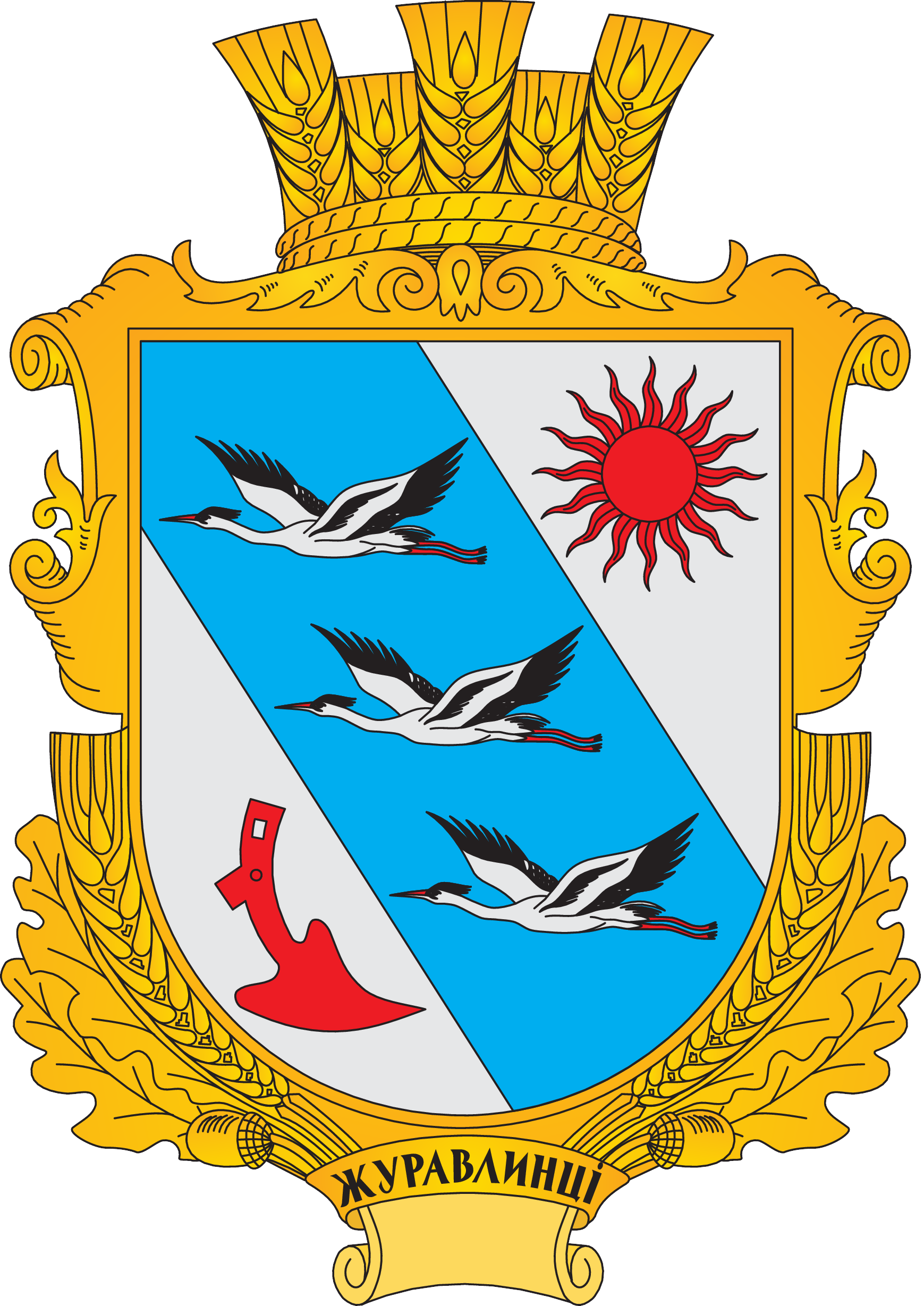
Журавлинці
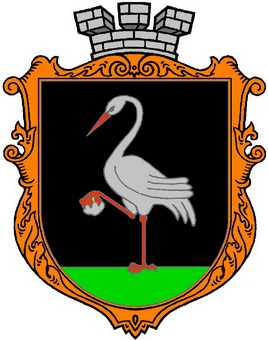
Дунаївці